# Amazon Echo Show
Amazon Echo Show ist ein intelligenter Lautsprecher, der Teil der Amazon-Echo-Produktreihe ist. Ähnlich wie die anderen Geräte der Familie wurde er um Amazons virtuellen Assistenten Alexa herum entwickelt, verfügt aber zusätzlich über ein 7-Zoll-Touchscreen-Display, über das visuelle Informationen zur Begleitung der Antworten angezeigt werden können, sowie Video abspielen und Videoanrufe mit anderen Echo Show-Benutzern führen können. Die Videoanruf-Funktion wurde später auf alle Skype-Nutzer erweitert.
Der Echo Show wurde am 9. Mai 2017 enthüllt und am 28. Juni 2017 in den Vereinigten Staaten veröffentlicht. Neue Generationen wurden 2018, Juni 2019 und September 2019 vorgestellt. Sie hat positive Kritiken erhalten, wobei Kritiker die verbesserte Klangqualität gegenüber dem Standard-Echo-Lautsprecher, die Einfachheit und die Art und Weise, wie der Bildschirm als Ergänzung zu Alexa und nicht als vollwertiges Tablet verwendet wird, hervorhoben. Kritiker merkten auch an, dass viele Alexa-Funktionen von Drittanbietern nicht aktualisiert worden seien, um den Bildschirm voll auszunutzen.

## Geschichte
Der Echo Show wurde am 9. Mai 2017 enthüllt und am 28. Juni 2017 in den Vereinigten Staaten veröffentlicht.
Eine zweite Generation der Echo-Show wurde am 20. September 2018 bei einer Produktveranstaltung von Amazon zum Thema Alexa vorgestellt, die im darauf folgenden Monat veröffentlicht werden soll. Dieses Gerät verfügt über einen 10-Zoll-Touchscreen, verbesserte Lautsprecher und ein Netzgehäuse.
Eine Echo Show mit einem kleineren, 5,5-Zoll-Bildschirm wurde im Mai 2019 angekündigt und im Juni 2019 in 12 Ländern eingeführt.

## Produktvarianten

### Erste Generation
Die erste Generation des Echo Show (veröffentlicht im Juni 2017) enthält ein paar Zwei-Zoll-Lautsprecher und unterscheidet sich von anderen Echo-Produkten durch einen 7-Zoll-Touchscreen. Wie bei anderen Echo-Geräten kann es sowohl Sprachanrufe als auch Videoanrufe mit anderen Echo Show-Nutzern und über Skype mit seiner 5-Megapixel-Kamera an der Vorderseite führen.

### Zweite Generation
Die zweite Generation des Echo-Show (veröffentlicht im Oktober 2018) wurde von der ersten Generation völlig neu gestaltet. Das neue Gerät ersetzt den schwarzen Kunststoff durch ein Netzgehäuse, wobei die Geräteform beibehalten wird. Die Lautsprecher wurden seitlich und an der Rückseite des Geräts verschoben, um ein 3 Zoll (ca. 8 cm) größeres Display zu ermöglichen. Amazon behauptet, dass die neue Version eine bessere Klangqualität haben wird. Sie integriert auch einen Zigbee-Hub, ähnlich wie beim Echo Plus.

### Echo Show 5
Der Echo Show 5 ist eine Variation mit einem 5.5" Display.

### Echo Show 8
Der Echo Show 8 ist eine Variante mit einem 8-Zoll-Display, der im September 2019 für den Versand im November 2019 angekündigt wurde.

### Echo Show 10
Der Echo Show 10 ist eine neue Variante mit Netflix-Modus und beweglichen 10,1-Zoll-Bildschirm. Dank der Drehbarkeit des Displays kann der Echo Show 10 dem Nutzer folgen und ermöglicht dem Anwender so mehr Mobilität, z. B. beim Kochen oder der Videotelefonie. Der Echo Show 10 ist seit September 2020 auf dem Markt erhältlich.

### Echo Show 15
Der Echo Show 15 kann als Digitaler Bilderrahmen an die Wand montiert werden. Er besitzt einen Touchscreen mit einer Bildschirmdiagonale von 15,6-Zoll. Er ist seit dem 17. Februar 2022 in Deutschland erhältlich.

### Vergleich
|                            | Erste Generation    | Zweite Generation   | Echo Show 5      | Echo Show 8      | Echo Show 8 zweite Generation | Echo Show 10                                                                           | Echo Show 15     |
| -------------------------- | ------------------- | ------------------- | ---------------- | ---------------- | ----------------------------- | -------------------------------------------------------------------------------------- | ---------------- |
| Veröffentlicht             | Juni 2017           | Oktober 2018        | Juni 2019        | September 2019   | 2021                          | September 2020                                                                         | 17. Februar 2022 |
| Bildschirmgröße            | 7"                  | 10.1"               | 5.5"             | 8"               | 8"                            | 10.1"                                                                                  | 15,6"            |
| Bildschirmauflösung        | 1024 × 600          | 1280 × 800          | 960 × 480        | 1280 × 800       | 1280 × 800                    | 1280 × 800                                                                             | 1920 × 1080      |
| Mikrofone/Kamera aus Knopf | ✔                   | ✔                   | ✔                | ✔                | ✔                             | ✔                                                                                      | ✔                |
| Kameraabdeckung            |                     |                     | ✔                | ✔                | ✔                             | ✔                                                                                      | ✔                |
| Zigbee hub                 |                     | ✔                   |                  |                  |                               | ✔                                                                                      |                  |
| Kamera                     | 5MP                 | 5MP                 | 1MP              | 1MP              | 13MP                          | 13MP                                                                                   | 5MP              |
| Lautsprecher               | 2 × 2"              | 2 × 2.2", 10W       | 1 × 1.7", 4W     | 2 × 2.0", 10W    | 2 × 2"                        | 2.1-Soundsystem: Stereo; 76-mm-Woofer und zwei 25-mm-Hochtonlautsprecher.              | 2 × 41 mm        |
| Prozessor                  | Intel Atom x5-Z8350 | Intel Atom x5-Z8350 | MediaTek MT 8163 | MediaTek MT 8163 | MediaTek MT 8183              | MediaTek 8183; zweiter Prozessor mit neuronalem Netzwerkbeschleuniger von Amazon (NNA) | Amazon AZ2       |

## Funktionen
Der Bildschirm auf dem Echo Show kann verwendet werden, um die visuelle Ausgabe der Antworten des Alexa-Assistenten anzuzeigen. Die Geräte enthalten Bewegungssensoren, um ihren Bildschirm automatisch zu wecken, wenn jemand einen Raum betritt; in diesem Zustand kann er auch Aufforderungen zu Nachrichten-Schlagzeilen, vorgeschlagenen Alexa-Befehlen und anderen Informationen anzeigen. Alexa kann auch verwendet werden, um die Wiedergabe von Videos auf seinem Bildschirm anzufordern, wie z. B. Videoinhalte von Amazon.
Die „Drop In“-Funktion ermöglicht es Benutzern, zwischen bestimmten Kontakten automatisch und unangekündigt einen Anruf zu starten.
Der Echo Show unterstützte zunächst YouTube-Videos; am 26. September 2017 wurde enthüllt, dass Google (der Hersteller von Google Home, einem direkten Konkurrenten der Amazon Echo-Linie) den Zugang des Geräts zu dem Dienst unter Berufung auf Verstöße gegen seine Nutzungsbedingungen und laufende Verhandlungen blockiert hatte. Während Amazon später die Beschränkung durch die Web-Version umging, kündigte Google an, dass es YouTube für die Echo-Show sowie die Fire TV-Plattform sperren werde, und berief sich dabei auf Amazons anhaltende Beschränkungen für den Verkauf von Produkten, die mit seinem eigenen Video-Ökosystem konkurrieren, sowie auf die Weigerung, seine eigene Videoplattform auf Google-Geräten zu unterstützen. Bei der Lancierung der zweiten Generation der Echo Show behauptete Amazon, das Problem sei nun behoben. YouTube-Suchen werden jetzt mit den Webbrowsern Silk oder Firefox auf dem Gerät durchgeführt.

## Sicherheit
Im November 2019 hackte sich ein Sicherheitsforschungsteam im Rahmen des Pwn2Own-Hacking-Contests in eine Amazon Echo Show 5. Sie taten dies, indem sie in die „Patch-Lücke“ hackten, die ältere, auf andere Plattformen gepatchte Software vermaschte, da der intelligente Bildschirm eine alte Version von Chrom verwendete. Das Sicherheitsteam nutzte den Code mit „einem Integer-Überlauf-JavaScript-Bug aus, um das Gerät zu kapern, während es mit einem bösartigen WiFi-Netzwerk verbunden war“. Der Fehler ermöglichte es ihnen, „die volle Kontrolle“ über das Gerät zu übernehmen. Das Team teilte die Ergebnisse mit Amazon, das sagte, es untersuche den Hack und werde „geeignete Schritte“ unternehmen.